# Campylopus carolinae
Campylopus carolinae är en bladmossart som beskrevs av Abel Joel Grout 1939. Campylopus carolinae ingår i släktet nervmossor, och familjen Dicranaceae. Inga underarter finns listade i Catalogue of Life.